# Comarca de Noia
A Comarca de Noia é uma comarca galega que inclui os seguintes concelhos:  Lousame, Noia, Outes e Porto d'Ozom.
Seus limites são: ao norte, com as comarcas de Xallas e Barcala; ao leste, com a Comarca de Santiago e a Comarca do Sar; ao sul, com a comarca de Barbança e ao oeste, com o Oceano Atlântico.